# Набережная (Ивановская область)
Набережная — деревня в Савинском районе Ивановской области России, входит в состав Горячевского сельского поселения.

## География
Деревня расположена на берегу реки Шижегда в 4 км на юг от центра поселения деревни Горячево в 34 км на юго-восток от райцентра посёлка Савино.

## История
В конце XIX — начале XX века деревня входила в состав Алексинской волости Ковровского уезда Владимирской губернии. В 1859 году в деревне числилось 94 дворов, в 1905 году — 57 дворов.
С 1929 года деревня являлась центром Набережниковского сельсовета Ковровского района Ивановской Промышленной области, с 1935 года — в составе Савинского района, с 1954 года — в составе Горячевского сельсовета, с 2005 года — в составе Горячевского сельского поселения.

## Население
| 1859 | 1905 | 2010 |
| ---- | ---- | ---- |
| 274  | ↗309 | ↘70  |

## Достопримечательности
В деревне расположена действующая Церковь Владимирской иконы Божией Матери (2015).